# Coll de la Guilla (Serdinyà)
El Coll de la Guilla és una collada situada a 756,1 metres d'altitud en el terme comunal de Serdinyà, de la comarca del Conflent, a la Catalunya del Nord. És un coll de muntanya situat a prop al sud-est del poble de Serdinyà, entre la Costa de la Penya, al nord-est, i la Vista, que és al sud-oest.